# 京新上地桥
京新上地桥，又称“上地铁路立交桥”，是位于中国北京市海淀区上地街道的一座单塔高速公路斜拉桥，承载京新高速公路（北京五环路－六环路段），跨越北京地铁13号线、京包铁路、京张城际铁路和两条城市道路，大桥全长2,296米，主塔高99米，主跨长230米，是北京市最高及跨径最长的桥梁。于2010年5月开工建设，2011年11月主体完工，2012年1月1日正式通车，有效缓解了京藏高速公路的交通压力。

## 设计
大桥全长2,296米，其中主桥长510米，桥型采用五跨连续单塔单索面预应力钢筋混凝土斜拉桥，主跨230米，副跨198米；桥面宽35.5米，主塔高99米；承台体积为1.2万立方米，厚8米。全桥斜拉索共44对88束，规格∅7×409，其中最大索长222米，最大索重27吨，共重1,411.8吨。

## 施工
大桥主塔塔柱采用液压爬模施工技术。主桥上跨京包铁路、北京地铁13号线和规划中的京张城际铁路，与地铁13号线成15度夹角，为了不影响铁路和地铁的正常运行，加上施工空间不足的因素，该桥最终采用了“顶推法”进行施工，顶推主梁长度212米，顶推距离213米，顶推总重量25,000吨，这是当时中国重量最大的顶推施工作业。
大桥顶推段的箱梁自重25万千牛、梁宽35.5米、悬臂长度63米，这三项技术指标均创造了曲线混凝土箱梁顶推施工的世界纪录。“两点限位”顶推工法获国家级工法、中华人民共和国交通运输部公路工程工法、北京市优秀工程设计一等奖。
京新上地桥获得第十五届中国土木工程詹天佑奖。

## 命名
2010年9月17日，北京市规划委员会公布了北京市人民政府批准的《京新高速公路五环路至六环路段沿线桥梁名称命名方案》，该桥被正式命名为“京新上地桥”。